# Aleksandar Cincar-Marković
Aleksandar Cincar-Marković cyr. Александар Цинцар-Марковић (ur. 20 czerwca 1889 w Belgradzie, zm. 1945 tamże) – serbski polityk, prawnik i dyplomata, minister spraw zagranicznych Jugosławii (1939–1941).

## Życiorys
Był jednym z czwórki dzieci komendanta żandarmerii płk. Marko Cincar-Markovicia i Aleksandry. Po ukończeniu gimnazjum w Belgradzie odbył studia prawnicze na uniwersytecie belgradzkim, które ukończył dyplomem w 1911. Studia kontynuował we Freiburgu i w Berlinie. Pracę doktorską obronił w Paryżu. Jako oficer rezerwy piechoty brał udział w wojnach bałkańskich. W czasie I wojny światowej wraz z armią serbską przeszedł przez Albanię i znalazł się na Korfu, gdzie zastał go koniec wojny.
W lipcu 1918 rozpoczął pracę w ministerstwie spraw zagranicznych Królestwa SHS. Brał udział w konferencji pokojowej w Paryżu jako sekretarz Nikoli Pasicia. W 1921 pełnił funkcję jugosłowiańskiego konsula w Trieście. W latach 1923–1925 pracował w poselstwie w Tiranie, początkowo jako I sekretarz, a następnie radca. W 1925 objął stanowisko dyrektora Wydziału Bałkańskiego w ministerstwie spraw zagranicznych, które pełnił przez rok. W 1926 przebywał na placówce w Budapeszcie, a następnie w Paryżu, Sofii i w Wiedniu. W 1930 był radcą ambasady w Paryżu. W latach 1934–1935 kierował poselstwem jugosłowiańskim w Sofii, a w latach 1935–1939 w Berlinie. Po upadku rządu Milana Stojadinovicia w 1939 i objęciu władzy przez Dragišę Cvetkovicia, Cincar-Marković objął stanowisko ministra spraw zagranicznych. W kwietniu 1939 prowadził rozmowy z Joachimem von Ribbentropem i Adolfem Hitlerem przekonując o konsekwentnie proniemieckiej polityce Belgradu. W tym czasie podjął próbę zbliżenia z Bułgarią i współpracy w ramach Paktu Bałkańskiego.
Mimo początkowych deklaracji neutralności wobec Niemiec, 25 marca 1941 Dragiša Cvetković i Aleksandar Cincar-Marković podpisali z Niemcami protokół o przystąpieniu Jugosławii do Paktu trzech. Michał Zacharias uznał Cincara-Markovicia jako najbardziej aktywnego w elicie politycznej Jugosławii zwolennika bliskiej współpracy z Niemcami, przekonując, że tylko Niemcy mogą zagwarantować integralność terytorialną państwa. Dwa dni później grupa wyższych oficerów armii jugosłowiańskiej przeprowadziła zamach stanu. Cvetković i Cincar-Marković zostali internowani, a króla Piotra II zamachowcy uznali za pełnoletniego i przekazali władzę w jego ręce. Po ataku niemieckim na Jugosławię 6 kwietnia 1941 Cincar-Marković dotarł do Sarajewa i za namową gen. Danilo Kalafatovicia, przekonanego o niemożności kontynuacji walki zdecydował się podjąć rozmowy o kapitulacji z Niemcami. Układ kapitulacyjny podpisano w budynku dawnego poselstwa czechosłowackiego w Belgradzie, stronę niemiecką reprezentował gen. Maximilian von Weichs. W czasie wojny Cincar-Marković pozostał w Belgradzie. Po przejęciu władzy przez komunistów został aresztowany 5 września 1945 i uznany za odpowiedzialnego przystąpienia Jugosławii do Paktu Trzech. Zmarł na atak serca w areszcie więziennym.
Był żonaty (żona Idalia Zervos była Greczynką z Korfu), miał córkę.